# Вернон, Ричи
Ричард Джон Вернон (англ. Richard John Vernon, родился 7 июля 1987 года в Данди) — шотландский профессиональный регбист, выступавший за «Глазго Уорриорз» и сборную Шотландии на позиции центра. Ранее также играл в задней линии.

## Клубная карьера
Ричи Вернон присоединился к академии «Бордер Рейверс» в 2006 году, а зимой 2007 года совершил профессиональный дебют, выйдя на замену в матче Кубка Хейнекен с «Нортгемптон Сэйнтс». В конце сезона 2006—2007 клуб прекратил своё существование и Вернон вместе с некоторыми другими игроками был подписан «Глазго Уорриорз». В 2011 году, уже будучи игроком сборной, перешёл в «Сейл Шаркс», что вызвало тревогу в Шотландском регбийном союзе, поскольку Вернон был одним из целого ряда игроков «чертополохов», покинувших Шотландию в том сезоне.
В первом сезоне за новый клуб Ричи занёс четыре попытки, все они пришлись на матчи Европейского кубка вызова, причём три из них Вернон приземлил в зачётку испанского клуба «Ла Вила». В следующем году регбист не снизил свою результативность — три попытки в Премьер-лиге (две «Харлекуинс», а третью «Лондон Уоспс») и одна в групповом матче Кубка Хейнекен с «Монпелье Эро».
После завершения сезона Вернон вернулся в «Глазго». После того как регбист не сумел завоевать место в задней линии, по совету главного тренера «воинов» Грегора Таунсенда он принял решение сменить позицию и сдвинулся в защиту на место центра. В Про12 игрок отметился дублем в матче с «Ленстером». В сезоне 2014/2015 клуб выиграл Про12, став первой шотландской командой, которой это удалось. Ричи провёл 16 игр в турнире, занёс две попытки и сыграл в финальном матче против «Манстера». В середине сезона 2015/16 регбист получил травму плеча и в оставшихся матчах участия не принял.

## Карьера в сборной
До 2008 года Вернон вызывался в молодёжные сборные Шотландии разных возрастов, а также в сборную страны по регби-7. В 2007—2008 годах Ричи сыграл на более чем десяти различных турнирах по регби-7, в том числе и в наиболее престижных по этому виду спорта — Melrose Sevens и Мировой серии, везде отмечаясь высокой результативностью.
За главную сборную дебютировал 14 ноября 2009 года в матче против сборной Фиджи. Вернон не мог закрепиться в основном составе сборной из-за конкуренции от Killer Bs, основных игроков задней линии «Глазго Уорриорз», Джона Барклая, Келли Брауна и Джонни Битти, поэтому чаще всего довольствовался выходами на замену. Возможность изменить положение вещей представилась Ричи в 2011 году, когда он был вызван в состав «чертополохов» на чемпионат мира, а Битти приглашения не получил. На турнире регбист провёл под восьмым номером все четыре матча сборной, в двух из них выйдя в основном составе — победном с Румынией и проигранном с Англией.
Между 2012 и 2015 годами Вернон в матчах «чертополохов» участия не принимал, но получил вызов на чемпионат мира 2015 и стал первым игроком сборной, принимавшим участие в турнире на позициях и в нападении и в защите. На турнире Ричи провёл два матча, против ЮАР и Австралии, оба были проиграны.

## Достижения
Про12
- Победитель: 2014/15.
- Финалист: 2013/14.